# Christopher Winter

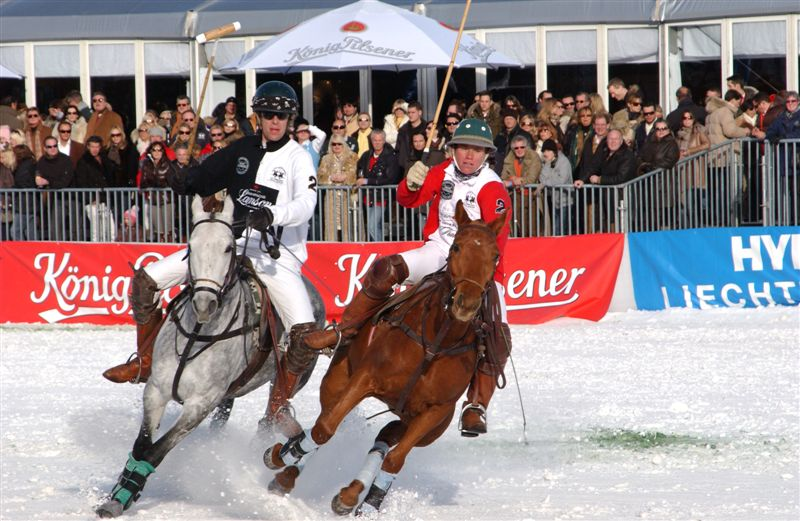
Christopher Winter links in Schwarzweiß

Christopher Winter (* 13. August 1971 in Hamburg) ist ein deutscher Polospieler und Mitglied des Teams der Weltmeister im Elefantenpolo.

## Sportkarriere
Christopher „Niffy“ Winter lernte das Polospiel in Afrika zunächst zu Fuß, dann auf dem Fahrrad, später auf kleinen quirligen Ponys kennen. Ab dem 16. Lebensjahr stieg er auf Polopferde um.
Christopher Winter spielt in den Spielklassen Low, Medium und High Goal. Sein offizielles DPV-Handicap ist +3 (Stand 2009). In Finalausscheidungen beim High Goal Polo stand er mit seinem Team in den Jahren 2003 bis 2007. In den Jahren 2000, 2004 und 2006 wurde er vom Deutschen Polo Verband als Spieler des Jahres gewählt. An Europameisterschaften und Weltmeisterschaftsqualifikationen nahm er bis 2009 fünfmal teil. Deutschland konnte bisher den dritten Platz belegen.
Neben dem Polospiel fliegt er einmal im Jahr zum Elefantenpolo nach Thailand. 2003 und 2008 wurde sein Team Weltmeister.
Christopher Winter spielte Polo bisher in Deutschland (Hamburg, Sylt, Berlin, München, Düsseldorf, Hannover, Chiemsee), in Frankreich, Spanien, Italien, England, Holland, Schweden, Schweiz, Österreich, Belgien, Argentinien, Hawaii, Chicago, Mexico, Palm Beach, Florida, Wichita und Thailand.
Christopher Winter ist Mitglied des Hamburger Poloclubs.